# 리아 (2000년)
리아(최지수 (崔智壽), 2000년 7월 21일 ~ )는 대한민국의 가수로, 걸그룹 ITZY의 멤버이다.